# Robert Libman
Pour les articles homonymes, voir Libman.

Robert Libman

Robert Libman (8 novembre 1960 à Montréal) est un homme politique Anglo-Québécois (Canadien anglais), chef du Parti Égalité de 1989 à 1993, député de D'Arcy-McGee de 1989 à 1994 et maire de Côte-Saint-Luc de 1998 à 2001.

## Biographie
Né à Montréal, il est le fils de David Libman, un comptable et de Goldie Aronovitch. Il fait son secondaire au sein de l'Herzliah High School, école privée juive anglophone, puis étudie au Collège Vanier, un cegep anglophone. Enfin, il obtient un baccalauréat en architecture à l'Université McGill en 1985 et commence à travailler.
Libman fonde le Parti égalité en 1988 pour protester contre le traitement de la communauté anglophone du Québec à la suite de l'adoption de la loi 101. À l'occasion des élections générales de 1989, il est élu dans la circonscription de D'Arcy-McGee, remportant 57,59 % des suffrages. À la suite de querelles intestines, il démissionne de son poste du chef du parti puis le quitte le 2 décembre 1993 pour siéger comme indépendant. Il se représente en candidat indépendant lors de l'élection générale de 1994 mais est largement battu par le libéral Lawrence Bergman, qui obtient 65,37 % contre 30,83 % au député sortant. Tous les députés du Parti Égalité élus en 1989 sont battus et le parti n'en fera plus élire aucun.
Après son mandat, il devient animateur sur la radio anglophone de Montréal CJAD, de 1994 à 1997, et est directeur de l'organisation de la région du Québec de B'Nai Brith Canada de 1994 à 2001.
Seul candidat au poste, il est élu par acclamation maire de Côte-Saint-Luc en 1998, il devient le maire d'arrondissement de Côte-Saint-Luc–Hampstead–Montréal Ouest en 2001 et siège dans le conseil municipal de Montréal ainsi que dans le comité exécutif de la ville jusqu'au élections suivantes en 2005 où il ne se représente pas.
Il fonde Libcorp, une firme de consultants en planification et en développement immobilier, en novembre 2004 et est associé en gestion d'immeubles chez RSW. Il officie également comme analyste politique à la chaîne télévisée CTV.
En août 2012, il appelle les anglophones à soutenir la Coalition avenir Québec lors des élections générales québécoises de 2012.
Deux ans plus tard, son nom circule avec insistance dans les médias politique comme probable candidat conservateur dans Mont-Royal lors de l'élection fédérale de 2015. Le but avoué est de ravir ce fief libéral, dans les mains du parti depuis 1940 et dont le député sortant, Irwin Cotler, ne se représente pas. 
Le 26 avril 2015, il remporte l'investiture face à, l'ex-journaliste de TVA Pascale Déry. Il est cependant défait par le libéral Anthony Housefather.